# Anua dargei
Anua dargei là một loài bướm đêm trong họ Erebidae.